# Åsmyrtjärnen, Jämtland
Åsmyrtjärnen är en sjö i Bräcke kommun i Jämtland och ingår i Ljungans huvudavrinningsområde. Sjön har en area på 0,151 kvadratkilometer och ligger 450,6 meter över havet.

## Delavrinningsområde
Åsmyrtjärnen ingår i det delavrinningsområde (694739-147100) som SMHI kallar för Mynnar i Mjölksjön. Medelhöjden är 446 meter över havet och ytan är 23,74 kvadratkilometer. Det finns inga avrinningsområden uppströms utan avrinningsområdet är högsta punkten. Vattendraget som avvattnar avrinningsområdet har biflödesordning 3, vilket innebär att vattnet flödar genom totalt 3 vattendrag innan det når havet efter 253 kilometer. Avrinningsområdet består mestadels av skog (95 procent). Avrinningsområdet har 0,31 kvadratkilometer vattenytor vilket ger det en sjöprocent på 1,3 procent.